# 大王家岛
大王家岛位于中国东北地区辽东半岛东侧的黄海中，是长山群岛石城列岛中的一座岛屿，位于石城岛东南约6.5千米处，属于辽宁省庄河市王家镇管辖。

## 地理
大王家岛形似马鞍状，东西长4.3千米，最宽处2.5千米，面积5.06平方千米，海岸线长15.5千米。岛中部丘陵起伏，背部较为平坦。最高点为位于东南部的南大山，海拔149.2米。